# Ana María López Colomé
Pour les articles homonymes, voir López et Colomé.
Ana María López Colomé, née le 27 septembre 1946, est une biochimiste mexicaine spécialiste des neurosciences. En 2002, elle a reçu le prix L'Oréal-Unesco pour les femmes et la science pour ses recherches sur les maladies de la rétine provoquant la perte totale de la vue. Elle est professeure à l'université nationale autonome du Mexique où elle a également fait ses études.